# Ainaslampi
Ainaslampi är en sjö i Finland. Den ligger i kommunen Sievi i landskapet Norra Österbotten, i den centrala delen av landet, 400 km norr om huvudstaden Helsingfors. Ainaslampi ligger 133 meter över havet. Arean är 16,5 hektar och strandlinjen är 1,78 kilometer lång. Sjön  ingår i Kalajoki älvs huvudavrinningsområde.   I omgivningarna runt Ainaslampi växer i huvudsak blandskog.